# Љужа
Љужа (алб. Luzhë) је насељено место у општини Тропоја у округу Кукеш, Албанија. Према попису из 1989. године било је 693 становника.
Према Дечанској хрисовуљи из прве половине 14. века, Лужане (Љужа) словенско је насеље које је додељено манастиру Високи Дечани.
Љужа су једно од насеља племена Гаши.